# Piotr Pławner
Piotr Pławner (ur. 17 marca 1974 w Łodzi) – polski skrzypek, solista, laureat Pierwszej Nagrody X Międzynarodowego Konkursu im. Henryka Wieniawskiego, członek kwintetu fortepianowego I Salonisti, pedagog.

## Życiorys
Na skrzypcach gra od 6 roku życia. Był uczniem Iwony Wojciechowskiej w Państwowym Liceum Muzycznym w Łodzi. Ukończył z wyróżnieniem studia w Akademii Muzycznej w Łodzi pod kierunkiem Zenona Płoszaja, a następnie dzięki stypendium Fundacji im. Henryka Szerynga, kontynuował studia w klasie mistrzowskiej skrzypiec Igora Ozima w Bernie w Szwajcarii. Był stypendystą Krajowego Funduszu na Rzecz Dzieci, Fundacji Sztuki Dziecka, Ministerstwa Kultury i Sztuki, a także Fundacji im. Henryka Szerynga w Monako.
Jest założycielem kwartetu Subito Ensemble, grającego polską muzykę kameralną, a od 2006 roku pierwszym skrzypkiem szwajcarskiego kwintetu fortepianowego I Salonisti. Gra na skrzypcach Tommaso Balestrieri z 1769 roku.
Pracuje również jako pedagog, od 2001 roku uczy w Konserwatorium Krakowskim im. Witolda Lutosławskiego, a od 2002 roku jest wykładowcą w Katedrze Instrumentów Smyczkowych Wydziału Wokalno-Instrumentalnego Akademii Muzycznej w Katowicach.
Brat skrzypka Wojciecha Pławnera.

## Nagrody i wyróżnienia
- I Nagroda na Ogólnopolskim Konkursie Młodych Skrzypków, Lublin (Polska), 1990[1]
- I Nagroda na Międzynarodowym Konkursie Skrzypcowym w Bayreuth (Niemcy), 1991[1]
- I Nagroda na X Międzynarodowym Konkursie Skrzypcowym im. Henryka Wieniawskiego, Poznań (Polska), 1991[7]
- I Nagroda na Międzynarodowym Konkursie Muzycznym ARD, Monachium (Niemcy), 1995[8]
- Płyta Roku miesięcznika „Studio” za płytę z utworami kameralnymi Karola Szymanowskiego, 1998[1]
- Fryderyk '05 za płytę Koncert na skrzypce, fortepian i kwartet smyczkowy Ernesta Chaussona, 2005[1]
- Fryderyk '09 za płytę z utworami Karola Szymanowskiego i Pawła Kochańskiego, nagraną wspólnie z Wojciechem Świtałą, 2009[1]